# Veliki Erjavec
Veliki Erjavec – wieś w Chorwacji, w żupanii karlowackiej, w mieście Ozalj. W 2011 roku liczyła 13 mieszkańców.